# Macrobrachium ohione
Macrobrachium ohione is een garnalensoort uit de familie van de Palaemonidae. De wetenschappelijke naam van de soort is voor het eerst geldig gepubliceerd in 1874 door Smith.